# Рудункі (Куявсько-Поморське воєводство)
Рудункі (пол. Rudunki) — село в Польщі, у гміні Александрув-Куявський Александровського повіту Куявсько-Поморського воєводства.
Населення — 464 особи (2011).
У 1975-1998 роках село належало до Влоцлавського воєводства.

## Демографія
Демографічна структура станом на 31 березня 2011 року:
|          | Загалом | Допрацездатний вік | Працездатний вік | Постпрацездатний вік |
| -------- | ------- | ------------------ | ---------------- | -------------------- |
| Чоловіки | 236     | 47                 | 171              | 18                   |
| Жінки    | 228     | 50                 | 140              | 38                   |
| Разом    | 464     | 97                 | 311              | 56                   |